# 訃報 1985年12月
訃報 1985年12月（ふほう 1985ねん12がつ）では、1985年（昭和60年）12月中に物故した、又は物故が報じられた人物についてまとめる。

## （1日 - 15日）

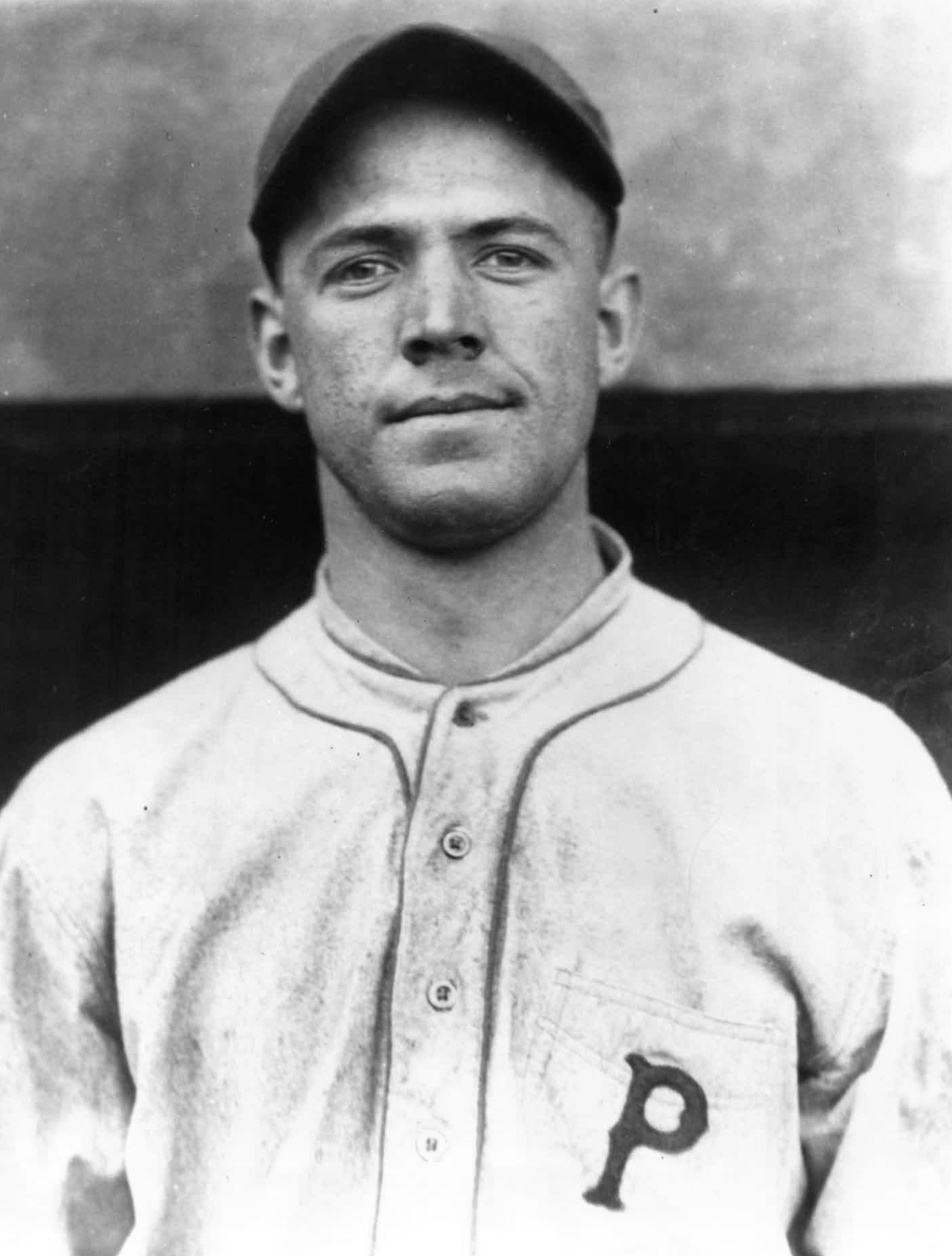
バーリー・グライムス / 12月6日没

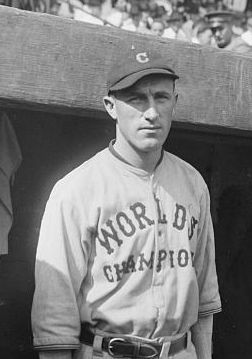
ビル・ワムズガンス / 12月8日没

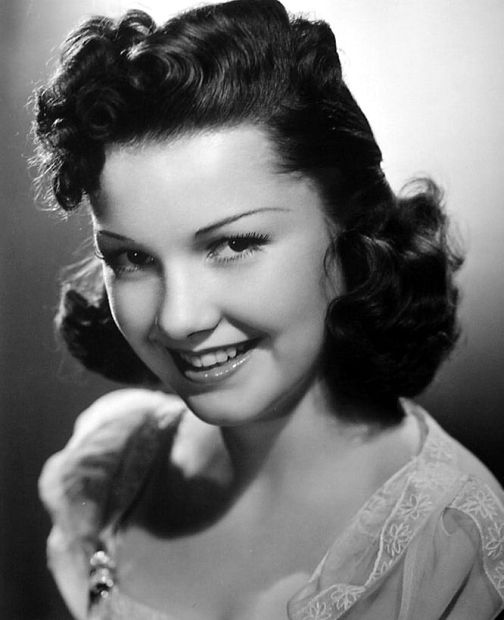
アン・バクスター / 12月12日没

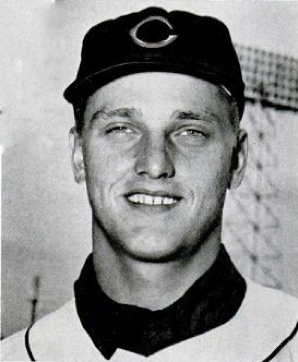
ロジャー・マリス / 12月14日没

- 12月2日 - 大蛇川覚[1]、大相撲力士（*1938年）
- 12月3日 - 石山透、脚本家（* 1927年）
- 12月5日 - 太田典礼、産婦人科医（* 1900年）
- 12月6日 - バーリー・グライムス、メジャーリーガー（* 1893年）
- 12月7日 - ロバート・グレーヴス、詩人・小説家（* 1895年）
- 12月8日 - ビル・ワムズガンス、メジャーリーガー（* 1894年）
- 12月12日 - アン・バクスター、女優（* 1923年）
- 12月14日 - ロジャー・マリス、メジャーリーガー（* 1934年）

## （16日 - 31日）

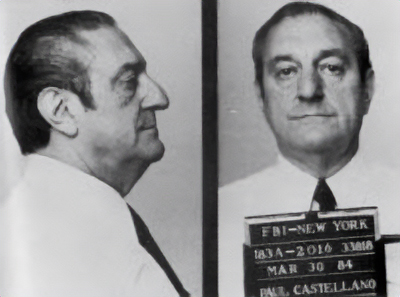
ポール・カステラーノ / 12月16日没

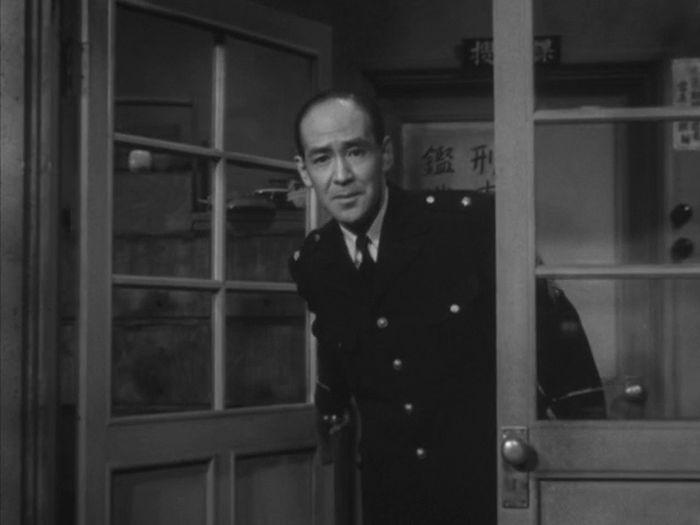
十朱久雄 / 12月18日没

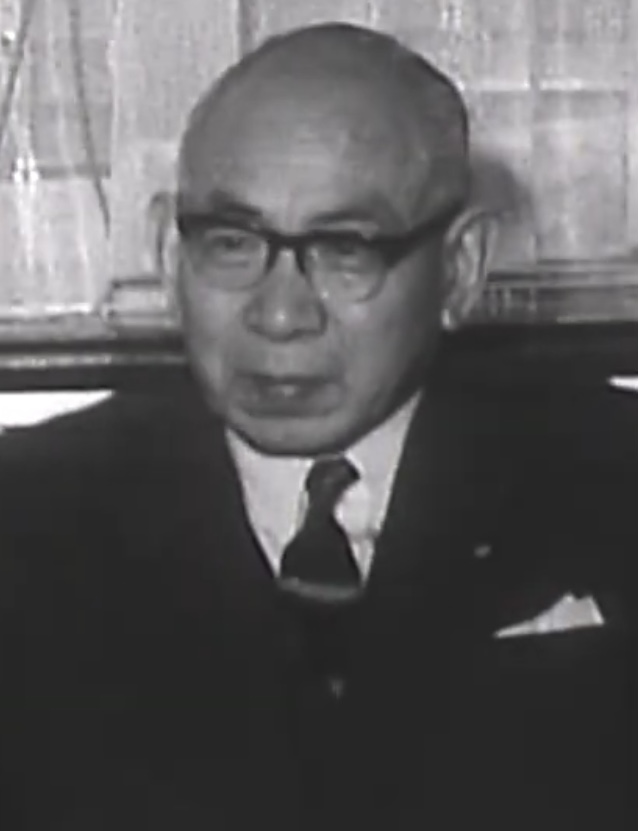
増田甲子七 / 12月21日没

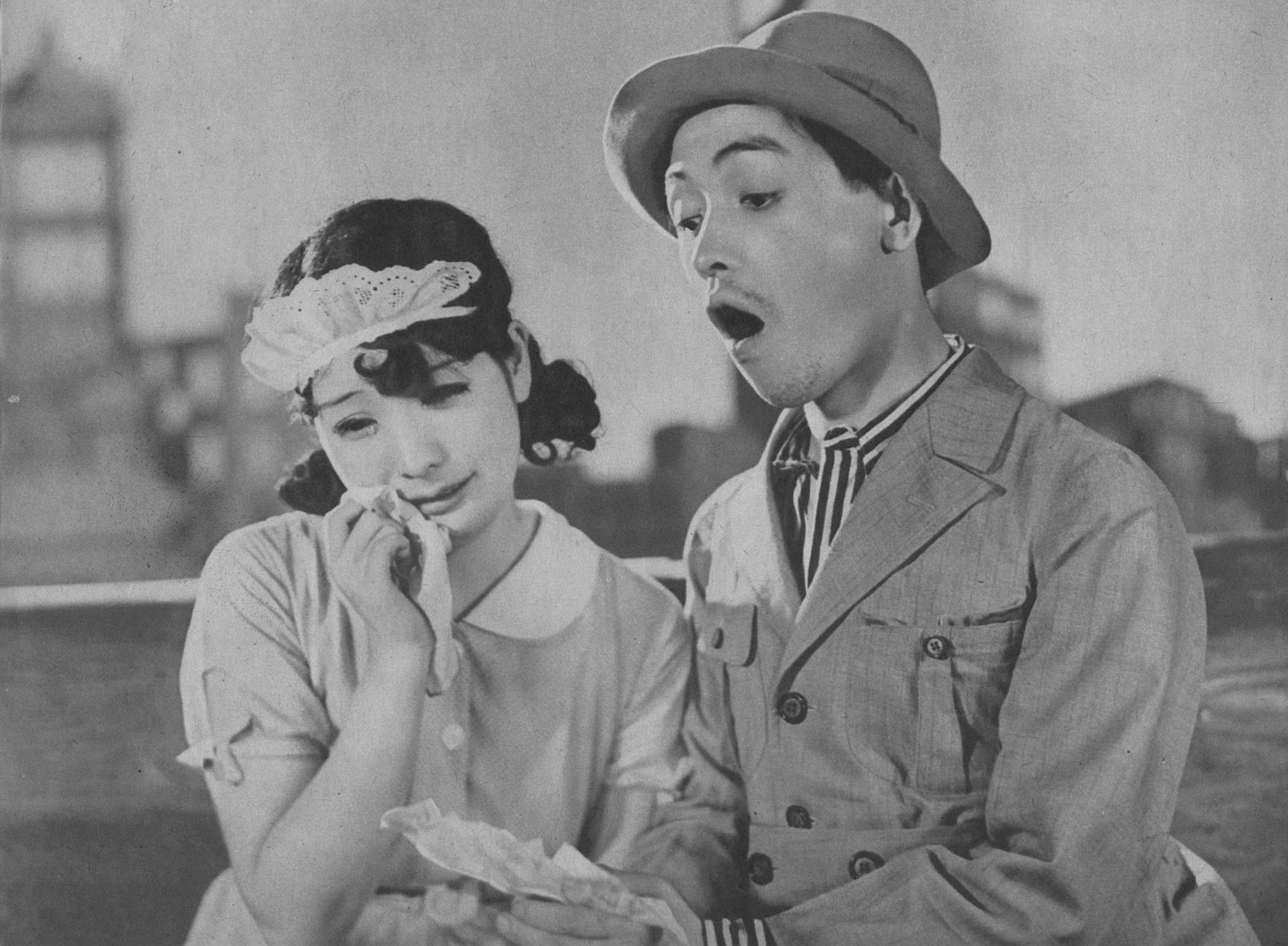
藤原釜足（右） / 12月21日没

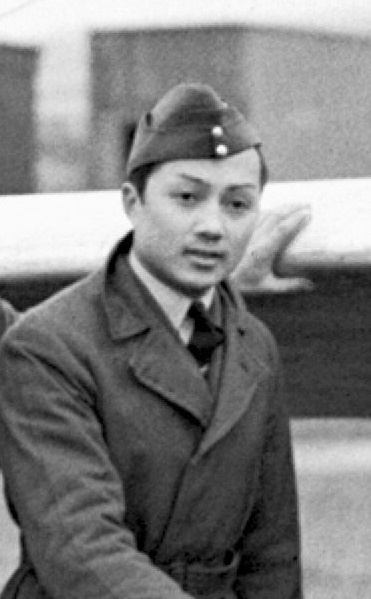
プリンス・ビラ / 12月23日没

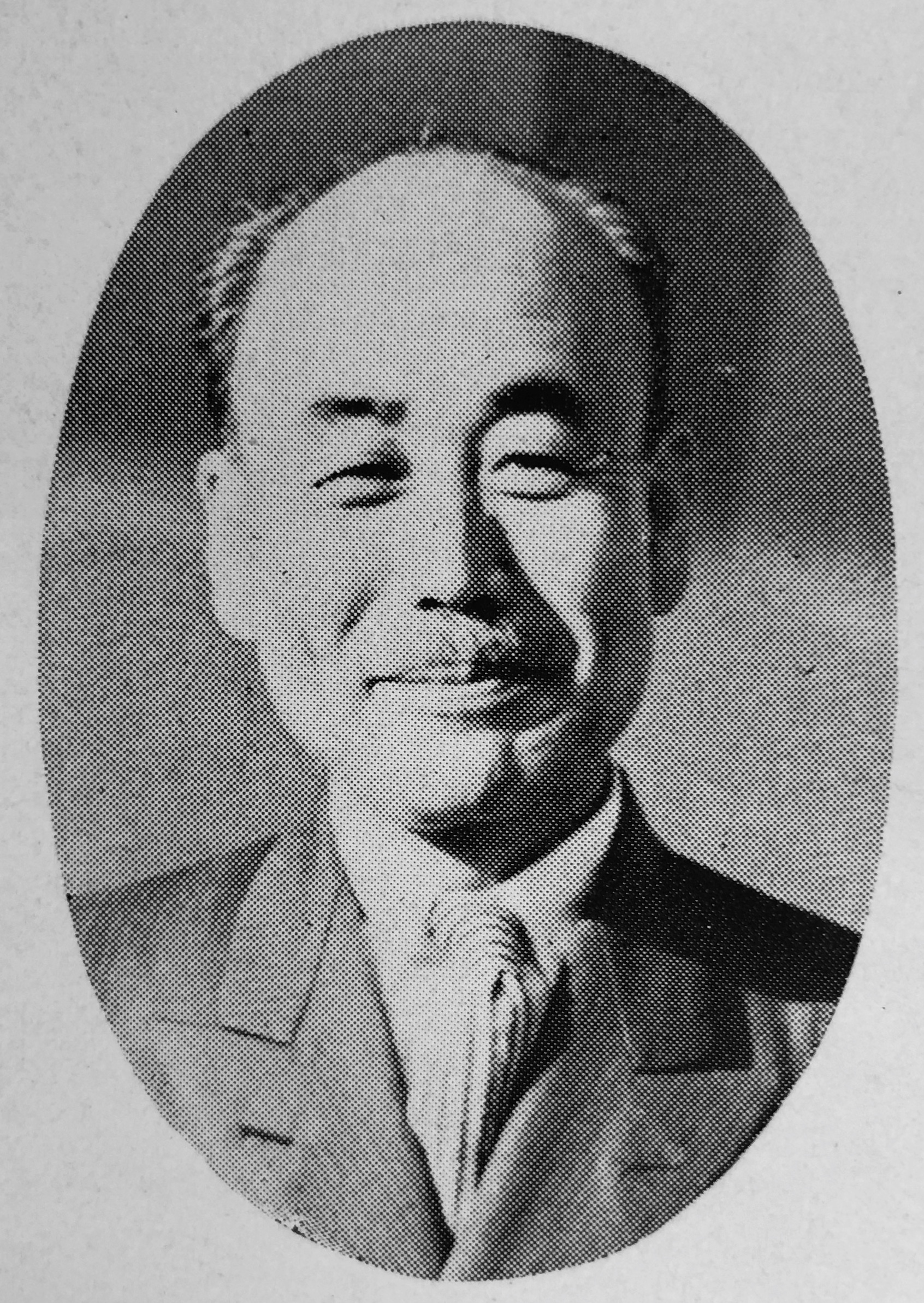
加藤唐九郎 / 12月24日没

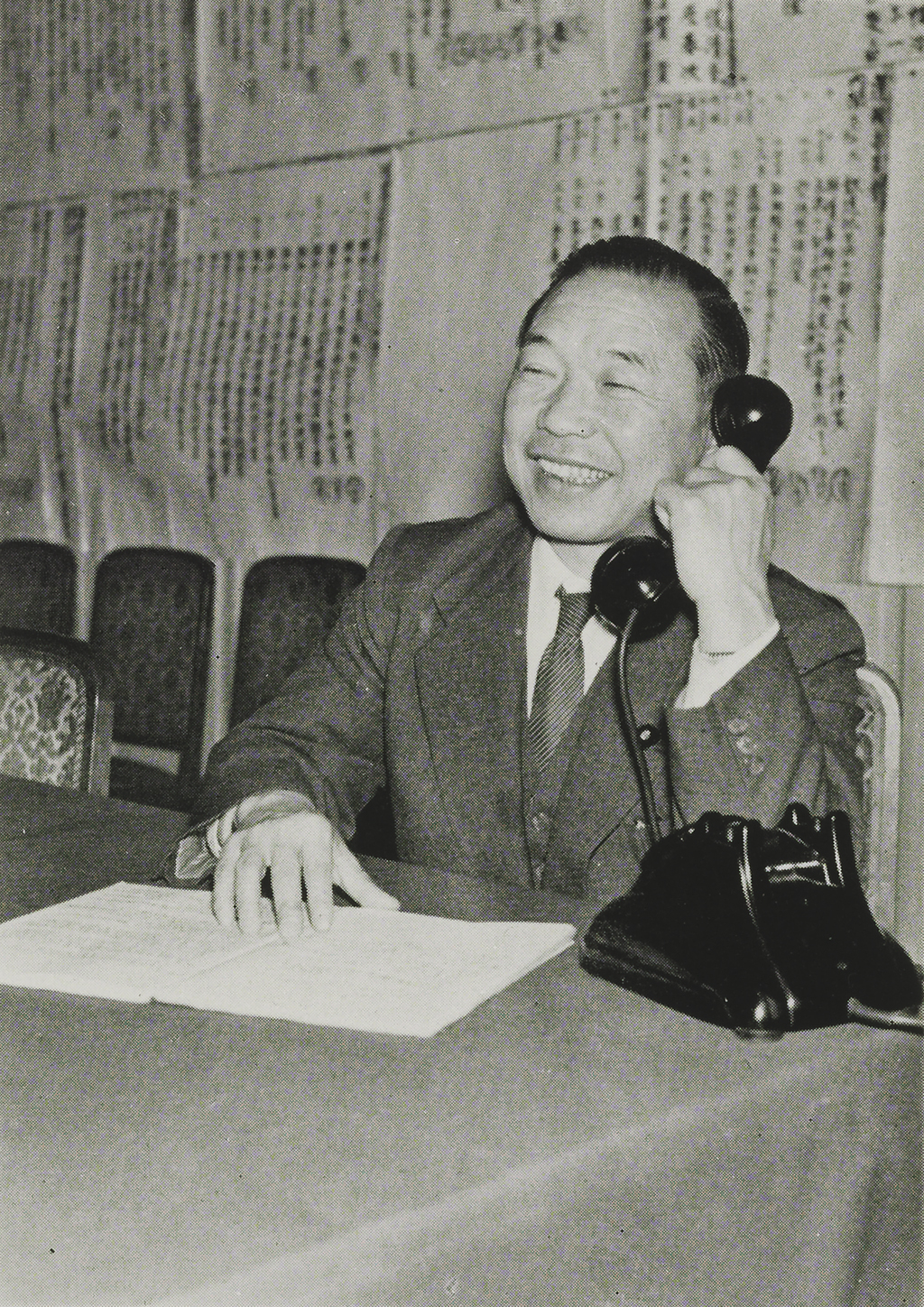
佐々木更三 / 12月24日没

- 12月16日 - ポール・カステラーノ、マフィア・ガンビーノ一家のボス（* 1915年）
- 12月18日 - 田中美知太郎、哲学者（* 1902年）
- 12月18日 - 十朱久雄、俳優（* 1908年）
- 12月21日 - 増田甲子七、政治家（* 1898年）
- 12月21日 - 藤原釜足、俳優（* 1905年）
- 12月22日 - イグナス・ゲルブ、歴史学者（* 1907年）
- 12月23日 - 三村明、撮影監督・映画監督（* 1901年）
- 12月23日 - プリンス・ビラ、タイの王族・F1ドライバー（* 1914年）
- 12月24日 - 加藤唐九郎、陶芸家（* 1897年）
- 12月24日 - 佐々木更三、政治家、第5代日本社会党委員長（* 1900年）
- 12月26日 - ダイアン・フォッシー、動物学者（* 1932年）
- 12月27日 - ジャン・ロンドー、カーレーサー、カーデザイナー（* 1946年）
- 12月31日 - 明石照子、女優（* 1929年）
- 12月31日 - 立川清登、バリトン歌手（* 1929年）